# Francolinus sephaena
Francolinus sephaena là một loài chim trong họ Phasianidae.

## Hình ảnh

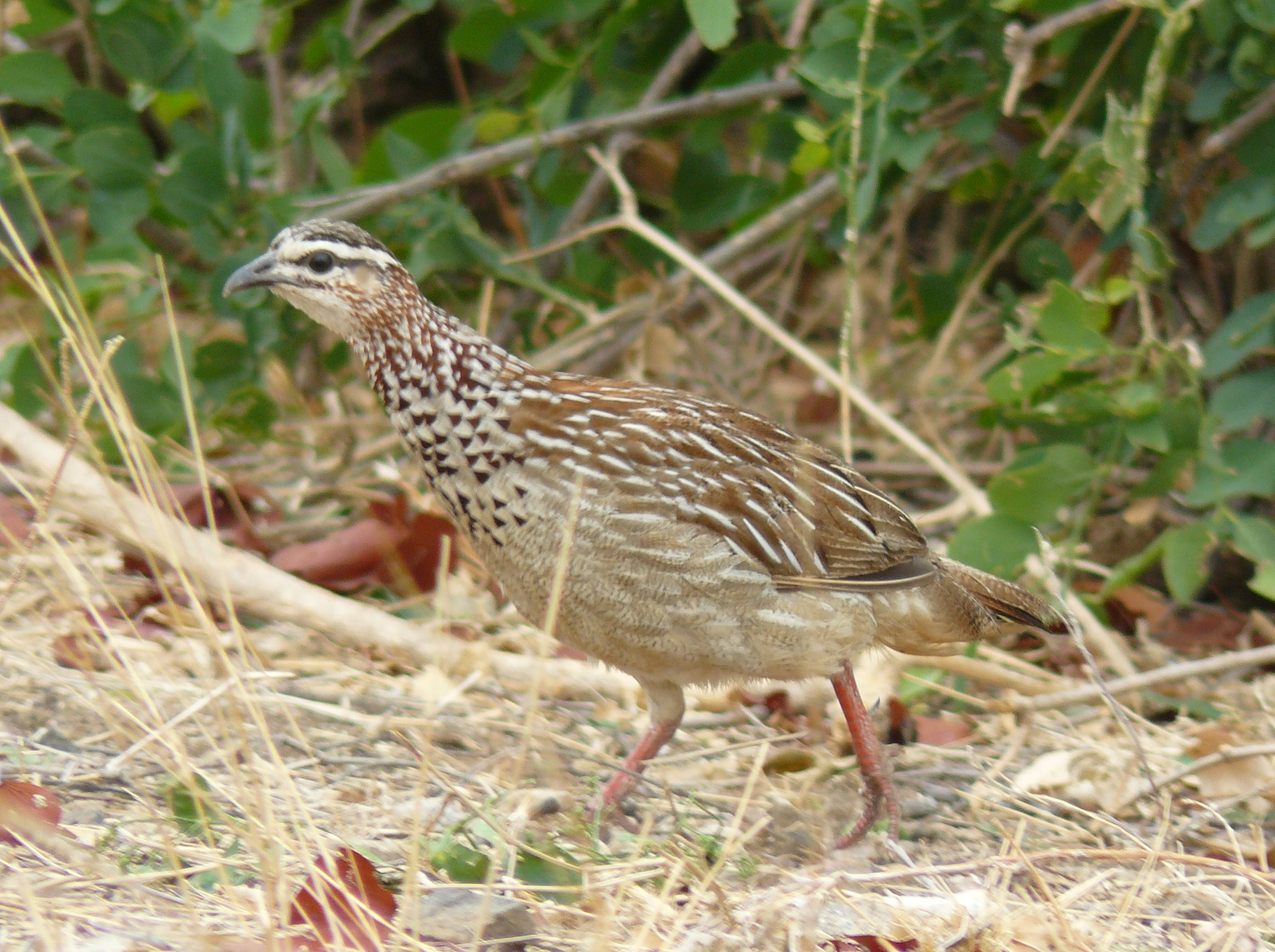
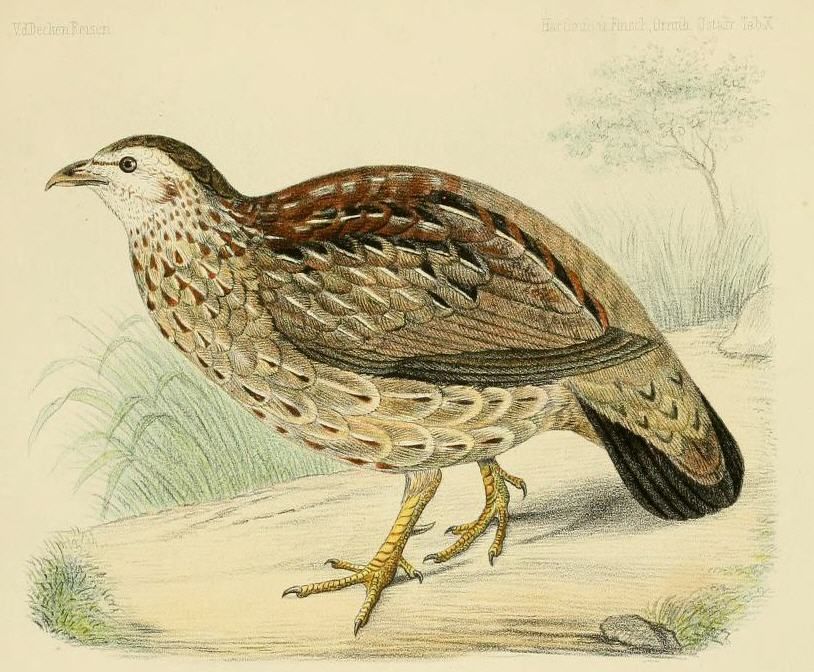
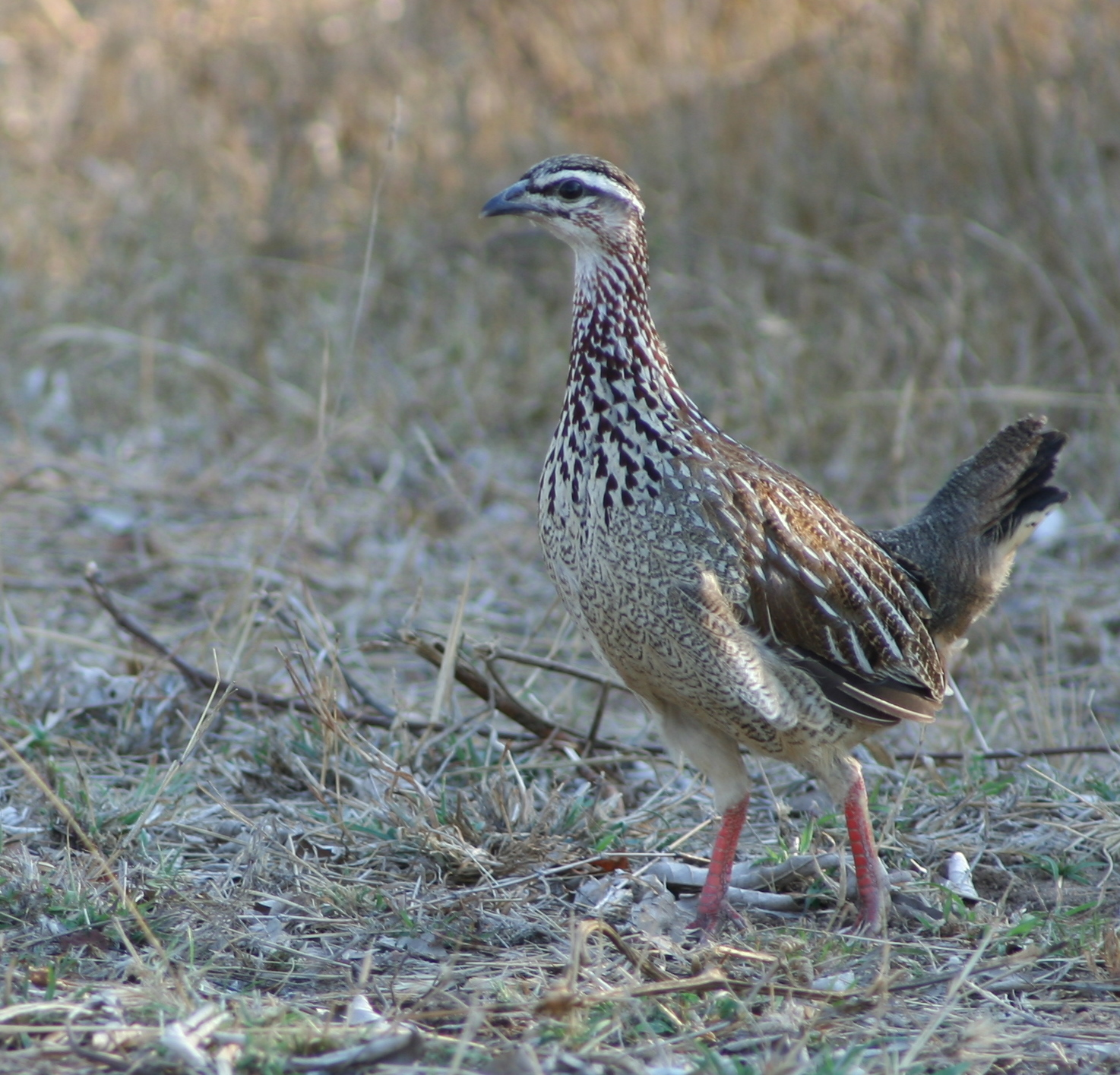